# Roy Cecil Phillipps
Roy Cecil Phillipps, avstralski častnik, vojaški pilot in letalski as, * 1. marec 1892, Sydney, † 21. maj 1941, Francija.
Major Phillipps je v svoji vojaški karieri dosegel 15 zračnih zmag.

## Odlikovanja
- Military Cross (MC) s ploščico
- Distinguished Flying Cross (DFC)